# 耶爾松·莫斯克拉
耶爾松·莫斯基拉·華迪拉馬（西班牙語：Yerson Mosquera Valdelamar；2001年5月2日—）是哥伦比亚職業足球運動員，擔任中後衛，目前效力於英超球會狼隊和哥倫比亞國家足球隊。
莫斯基拉在國民體育會取得了突破，他於2020年10月在南美盃對陣河床的比賽中首次亮相。

## 效力球會
莫斯基拉在哥伦比亚安蒂奥基亚省圖爾波市的新赫爾哥路尼亞長大，他的足球之旅始於由他的叔叔伊金·穆里伊路（Elkin Murillo）創辦的伊金·穆里伊路·阿摩基金會（Elkin Murillo Amor），後來在約翰·賈伊羅·穆里路（Jhon Jairo Murillo）接管後更名為拿約·穆里路（Nayo Murillo）。他隨後加入了Urabá Junior，並在之後回到叔叔的業餘球會Filandia Fútbol Club。雖然現在是一名後衛，但他在年幼時期曾擔任前鋒和邊鋒，11歲時曾擔任防守中場，之後轉為中後衛。